# Mouriri exilis
Mouriri exilis är en tvåhjärtbladig växtart som beskrevs av Henry Allan Gleason. Mouriri exilis ingår i släktet Mouriri och familjen Melastomataceae.
Artens utbredningsområde är Belize. Inga underarter finns listade i Catalogue of Life.